# Try (Nelly-Furtado-Lied)
Try (englisch für „versuchen“) ist ein Lied der portugiesisch-kanadischen Popsängerin Nelly Furtado. Der Song ist die zweite Singleauskopplung ihres zweiten Studioalbums Folklore und wurde am 15. März 2004 veröffentlicht.

## Inhalt
Try ist eine Pop-Ballade und handelt von den Erfahrungen im Lauf des Lebens und wie sich alles durch die Liebe verändern kann. Nelly Furtado singt aus der Perspektive des lyrischen Ichs, dass nichts so ist wie es scheint, und viele Leute vorgeben, anders zu sein, als sie wirklich sind. Aufgrund ihrer Erfahrungen, von denen sie auf einige gern verzichtet hätte, habe sie ihren eigenen Lebensweg gewählt. Doch nun hat sie eine Person gefunden, die sie wirklich liebt. Alles, was sie jetzt tun kann, ist, zu versuchen, sich auf die Liebe einzulassen. Dabei will sie ihren Partner nicht verändern, sondern ihn frei und bedingungslos lieben.

“Then I see you standing there

Wanting more from me

And all I can do is try”

## Produktion
Der Song wurde von dem Musikproduzenten-Duo Track & Field, bestehend aus Brian West und Gerald Eaton, zusammen mit Nelly Furtado produziert. Nelly Furtado und Brian West fungierten zudem als Autoren.

## Musikvideo
Bei dem zu Try gedrehten Musikvideo führte Sophie Muller Regie. Es verzeichnet auf YouTube über 35 Millionen Aufrufe (Stand Mai 2023). Das Video zeigt Nelly Furtado und einen Mann, die traditionell portugiesisch gekleidet sind und ein Paar spielen, das zusammen eine Farm bewirtschaftet. Dabei sieht man sie beispielsweise das Feld bestellen oder Wäsche aufhängen. Teilweise sind sie erschöpft und frustriert von der harten Arbeit und gehen sich aus dem Weg, doch sie finden immer wieder zueinander und umarmen sich. Einige Szenen zeigen Nelly Furtado in Nahaufnahme, wie sie den Song singt.

## Single

### Covergestaltung
Das Singlecover zeigt Nelly Furtados Gesicht, wobei ein Auge von einer Pfauenfeder verdeckt ist. Links oben steht der weiße Schriftzug Nelly Furtado und rechts unten befindet sich der Titel Try, ebenfalls in Weiß.

### Titellisten
Single
1. Try – Radio Edit – 3:49
2. I’m Like a Bird – Acoustic Live on New Ground – 4:33

Maxi
1. Try – Radio Edit – 3:49
2. I’m Like a Bird – Acoustic Live on New Ground – 4:33
3. Try – Acoustic Version – 4:42
4. Try – Video – 4:04

### Chartplatzierungen
Try stieg am 5. April 2004 auf Platz 31 in die deutschen Singlecharts ein und belegte in den folgenden Wochen die Ränge 42 und 32. Insgesamt konnte es sich neun Wochen lang in den Top 100 halten. Höhere Chartplatzierungen gelangen unter anderem mit Position 15 im Vereinigten Königreich, Platz 19 in Italien, Rang 22 in der Schweiz und Position 26 in Österreich.
| ChartsChartplatzierungen     | Höchstplatzierung | Wochen |
| ---------------------------- | ----------------- | ------ |
| Deutschland (GfK)            | 31 (9 Wo.)        | 9      |
| Österreich (Ö3)              | 26 (15 Wo.)       | 15     |
| Schweiz (IFPI)               | 22 (11 Wo.)       | 11     |
| Vereinigtes Königreich (OCC) | 15 (7 Wo.)        | 7      |

### Verkaufszahlen und Auszeichnungen
Try erhielt im Jahr 2021 in Kanada für mehr als 40.000 verkaufte Einheiten eine Goldene Schallplatte.

| Land/Region | Auszeichnungen für Musikverkäufe (Land/Region, Auszeichnung, Verkäufe) | Verkäufe |
| ----------- | ---------------------------------------------------------------------- | -------- |
| Kanada (MC) | Gold                                                                   | 40.000   |
| Insgesamt   | 1× Gold ·                                                              | 40.000   |

Hauptartikel: Nelly Furtado/Auszeichnungen für Musikverkäufe